# Ufficio di produzione
L'ufficio di produzione è l'ufficio responsabile delle scelte legate alla produzione di un film, comportando l'assunzione di elementi significativi per il progetto quali: produttore, direttore di produzione  e aiuto regista.
Viene comportata anche l'inclusione di altri soggetti come: aiuto produttore, supervisore della produzione, coordinatore dell'ufficio di produzione, aiuto coordinatore dell'ufficio di produzione, segretario di produzione e aiuto ufficio.
Gli uffici di produzione vengono aperti durante la pre-produzione e chiudono al termine della post-produzione.
Ogni ufficio è diverso a seconda dell'entità della produzione cinematografica, dello studio finanziatore e la dimensione del bilancio di produzione stesso. All'ufficio possono essere presenti da un minimo 1/2 persone (film a basso costo) a 5/10 (film a medio costo) sino a 10+ (film kolossal).